# Unterseeboot 1191
L'Unterseeboot 1191 ou U-1191 est un sous-marin allemand (U-Boot) de type VIIC utilisé par la Kriegsmarine pendant la Seconde Guerre mondiale.
Le sous-marin fut commandé le 25 août 1941 à Danzig (Schichau-Werke), sa quille fut posée le 4 novembre 1942, il fut lancé le 6 juillet 1943 et mis en service le 9 septembre 1943, sous le commandement de l'Oberleutnant zur See Peter Grau.
L'U-1191 n'endommagea ou ne coula aucun navire au cours de l'unique patrouille (50 jours en mer) qu'il effectua.
Il fut coulé par la Royal Navy dans la Manche en juillet 1944.

## Conception
Unterseeboot type VII, l'U-1191 avait un déplacement de 769 tonnes en surface et 871 tonnes en plongée. Il avait une longueur totale de 67,10 m, un maître-bau de 6,20 m, une hauteur de 9,60 m, un tirant d'eau de 4,74 m et un tirant d'air de 4,86 m. Le sous-marin était propulsé par deux hélices de 1,23 m, deux moteurs diesel Germaniawerft M6V 40/46 de 6 cylindres en ligne de 1 400 ch à 470 tr/min, produisant un total de 2 060 à 2 350 kW en surface et de deux moteurs électriques Allgemeine Elektricitäts-Gesellschaft 460/8-276 de 375 ch à 295 tr/min, produisant un total 550 kW, en plongée. Le sous-marin avait une vitesse en surface de 17,7 nœuds (32,8 km/h) et une vitesse de 7,6 nœuds (14,1 km/h) en plongée. Immergé, il avait un rayon d'action de 93 nautiques (150 km) à 4 nœuds (7,4 km/h; 4,6 milles par heure) et pouvait atteindre une profondeur de 230 m. En surface son rayon d'action était de 9 426 nautiques (soit 15 170 km) à 10 nœuds (19 km/h).
L'U-1191 était équipé de cinq tubes lance-torpilles de 53,3 cm (quatre montés à l'avant et un à l'arrière) et embarquait quatorze torpilles. Il était équipé d'un canon de 8,8 cm SK C/35 (220 coups) et d'un canon de 20 mm Flak C30 en affût antiaérien. Il pouvait transporter 26 mines Torpedomine A ou 39 mines Torpedomine B. Son équipage comprenait 4 officiers et 44 à 56 sous-mariniers.

## Historique
Il reçoit sa formation de base au sein de la 8. Unterseebootsflottille jusqu'au 30 avril 1944, puis il intègre sa formation de combat dans la 7. Unterseebootsflottille.
Sa première patrouille est précédée par un court passage de Kiel à Stavanger. Elle commence réellement le 22 mai 1944 au départ de Stavanger pour l'Atlantique Nord. L'U-1191 réussit à s'échapper à un appareil du Coastal Command, lorsqu'il patrouille au large de la Norvège. Il aperçoit des bateaux dans l'Atlantique Nord. Le 9 juin 1944, l'U-1191 reçoit l'ordre de faire route vers la Manche. Trois jours plus tard, il envoie un bulletin météorologique à partir de la position située au 54° 00′ N, 18° 00′ O, étant alors dans l'ouest de Achill Head (Irlande).
L'U-1191 est coulé le 3 juillet 1944 dans la Manche au sud-ouest de Brighton, par des charges de profondeur des destroyers britanniques HMS Onslaught et HMS Oribi, les destroyers d'escorte britannique HMS Brissenden, HMS Wensleydale, HMS Talybont et frégate britannique HMS Seymour (en).
Les 50 membres d'équipage décèdent dans cette attaque.
L'épave de l'U-1191 est découverte en 1995 à la position géographique 50° 09′ N, 0° 15′ O, gisant à 64 mètres de profondeur.

### Faits précédemment établis et autres possibilités
- Coulé le 25 juin 1944 par les frégates HMS Affleck (en) et HMS Balfour (en) à la position 50° 03′ N, 2° 59′ O, à 25 nautiques de Star Point. Cette attaque est attribuée au naufrage de l'U-269.
- Coulé après le 12 juin 1944 dans la Manche.
- Coulé le 25 juin 1944 par les frégates HMS Affleck et HMS Balfour à la position 50° 13′ N, 3° 38′ O, au sud-est de Torquay.
- Coulé le 18 juin 1944 par des charges de profondeur d'un Wellington du Sqn 304 (Polonais) à la position 49° 03′ N, 4° 48′ O, au nord-nord-est de Plouguerneau.

## Affectations
- 8. Unterseebootsflottille du 9 septembre 1943 au 30 avril 1944 (Période de formation).
- 7. Unterseebootsflottille du 1er mai 1944 au 3 juillet 1944 (Unité combattante).

## Commandement
- Oberleutnant zur See Peter Grau du 9 septembre 1943 au 3 juillet 1944.

## Patrouilles
|       | Commandant       | Départ      | Départ    | Arrivée        | Arrivée   | Jours    | Succès |
| ----- | ---------------- | ----------- | --------- | -------------- | --------- | -------- | ------ |
|       | Oblt. Peter Grau | 9 mai 1944  | Kiel      | 15 mai 1944    | Stavanger | 7 jours  |        |
| 1     | Oblt. Peter Grau | 22 mai 1944 | Stavanger | 3 juillet 1944 | Coulé     | 43 jours |        |
| Total | Total            | Total       | Total     | Total          | Total     | 50 jours | 0 t    |

Note : Oblt. = Oberleutnant zur See